# Bisceglie Calcio a 5 2007-2008
Nel 2007-08 il Bisceglie disputa il campionato di Serie A di calcio a 5.

## Rosa
| N° | Naz.                                   | Ruolo      | Sportivo                     | Anno     |  |  |
| -- | -------------------------------------- | ---------- | ---------------------------- | -------- |  |  |
|    | Brasile (bandiera)                     | Portiere   | Marco Zaramello              | 26.01.82 |  |  |
|    | Italia (bandiera)                      | Portiere   | Ingravalle                   |          |  |  |
|    | Italia (bandiera)                      | Portiere   | Daniele D'Addato             | 13.11.86 |  |  |
|    | Brasile (bandiera)                     | Portiere   | Laion Freitas                | 28.05.89 |  |  |
|    | Brasile (bandiera) · Italia (bandiera) | Difensore  | Rodrigo Campagnaro           | 02.01.83 |  |  |
|    | Brasile (bandiera)                     | Difensore  | Rodolpho Schlickmann         | 05.08.78 |  |  |
|    | Brasile (bandiera)                     | Laterale   | Douglas Nicolodi             | 09.06.88 |  |  |
|    | Brasile (bandiera)                     | Laterale   | Giovani Pedotti              | 09.06.82 |  |  |
|    | Italia (bandiera)                      | Laterale   | Nico Pedone                  | 15.12.88 |  |  |
|    | Brasile (bandiera)                     | Laterale   | Raphael Lastrucci            | 15.02.82 |  |  |
|    | Brasile (bandiera)                     | Laterale   | Diego Rodrigo Souza Da Silva | 24.12.83 |  |  |
|    | Brasile (bandiera)                     | Laterale   | Marcelo Todeschini           | 05.06.86 |  |  |
|    | Brasile (bandiera)                     | Pivot      | Edenilson Leite "Dao"        | 13.07.79 |  |  |
|    | Italia (bandiera)                      | Universale | Francesco De Cillis          | 23.06.85 |  |  |
|    | Brasile (bandiera)                     | Universale | Luiz Cleber Parize           | 13.07.76 |  |  |
|    | Italia (bandiera)                      | Allenatore | Leopoldo Capurso             | 05.03.56 |  |  |